# راي غودارد
راي غودارد (بالإنجليزية: Ray Goddard)‏ هو لاعب كرة قدم بريطاني، ولد في 13 فبراير 1949 في فولهام في المملكة المتحدة، وتوفي في 11 ديسمبر 2007 في إسبانيا. لعب مع نادي غرينوك مورتون ونادي ليتون أورينت ونادي ميلوول ونادي ويمبلدون.